# تیمیه‌نیتسا نو
تیمیه‌نیتسا نو (به لاتین: Tymienica Nowa) یک منطقهٔ مسکونی در لهستان است که در Gmina Chotcza واقع شده‌است.